# Vincent Trintignant
Pour les articles homonymes, voir Trintignant.
Vincent Trintignant, également connu sous le nom de Vincent Trintignant-Corneau, né le 3 septembre 1973, est un acteur, scénariste, réalisateur et producteur de cinéma français.

## Biographie

### Famille
Vincent Trintignant est le fils de l'acteur Jean-Louis Trintignant et de la réalisatrice Nadine Marquand. Frère cadet de l’actrice Marie Trintignant, Vincent Trintignant est par conséquent l’oncle des quatre fils de Marie : les acteurs Paul Cluzet, Léon Othenin-Girard, Roman Kolinka et Jules Benchetrit.
En 1998, sa mère Nadine Trintignant épouse le réalisateur Alain Corneau qui adopte ensuite, à l'âge adulte, Vincent et sa sœur Marie, avec le consentement de leur père biologique.
Vincent Trintignant partage sa vie avec l'actrice Christine Chansou.

### Carrière
Fils de l'acteur Jean-Louis Trintignant et de la réalisatrice Nadine Trintignant, neveu des acteurs Christian Marquand et Serge Marquand, Vincent Trintignant suit la voie familiale. Il est ainsi successivement acteur, assistant de réalisation et scénariste, travaillant la plupart du temps en famille. Par la suite, il est devenu réalisateur et producteur.
En 2002, il occupe le poste de premier assistant réalisateur sur l'épisode pilote de la série télévisée Commissaire Valence.

## Filmographie

### Acteur
- 1976 : Le Voyage de noces, de Nadine Trintignant
- 1980 : Premier Voyage de Nadine Trintignant
- 2000 : Victoire ou la Douleur des femmes de Nadine Trintignant

### Scénariste
- 1996 : L'Insoumise de Nadine Trintignant - coscénariste
- 2001 : L'Île bleue de Nadine Trintignant - coscénariste

### Assistant réalisateur
- 1997 : Beaumarchais, l'insolent d'Édouard Molinaro
- 1997 : Le Cousin d'Alain Corneau
- 2000 : Victoire ou la Douleur des femmes de Nadine Trintignant
- 2002 : Quelqu'un de bien de Patrick Timsit
- 2004 : Colette, une femme libre de Nadine Trintignant
- 2005 : Une famille pas comme les autres d'Édouard Molinaro
- 2005 : Les Mots bleus d'Alain Corneau
- 2010 : Crime d'amour d'Alain Corneau

### Réalisateur
- 2009 : Cadeau de rupture (court-métrage)
- 2013 : Même un oiseau a besoin de son nid

### Producteur
- 2013 : Même un oiseau a besoin de son nid
- 2014 : Je te le rappelle, tu t'en souviens (court métrage)